# B.B. Seaton
Harris Lloyd "B.B." Seaton (Kingston (Jamaica), 3 september 1944 – Londen, 4 maart 2024) was een Jamaicaanse reggaezanger, songwriter en muziekproducent, die lid was van The Gaylads, The Astronauts, Conscious Minds en The Messengers (samen met Ken Boothe, Lloyd Charmers en Busty Brown).

## Biografie
Seaton nam voor het eerst op als soloartiest in 1960, voordat hij het duo Winston & Bibby vormde met Winston Delano Stewart. Het duo werd vergezeld door Maurice Roberts en werd The Gaylads, hoewel Seaton al snel vertrok om zich bij The Astronauts te voegen. Seaton kwam tegen het einde van het ska-tijdperk weer bij The Gaylads, die enorm succesvol werden in Jamaica. Hun succes ging door toen ze werden gereduceerd tot een duo, nadat Stewart was vertrokken. Seaton hervatte in 1972 zijn solocarrière en had in hetzelfde jaar meerdere solohits met Accept My Apology, Sweet Caroline, Lean on Me en Thin Line Between Love and Hate.
Seatons werk als songwriter omvatte liedjes voor Boothe (The Girl I Left Behind en Freedom Street), The Melodians (Swing and Dine) en Delroy Wilson (Give Love a Try).
Seaton was de eerste reggae-artiest die tekende bij Virgin Records, wat leidde tot de oprichting van het Front Line-label. Hij vestigde zich midden jaren 1970 in het Verenigd Koninkrijk, waar hij actief werd als producent, met producties waaronder de reeks dubalbums van Gun Court Dub.
Seaton bleef optreden in de jaren 2010 als lid van de Gaylads.
Seaton overleed op 4 maart 2024 op 79-jarige leeftijd.

## Discografie

### Albums
- 1971: The Great Ken Boothe Meets BB Seaton & The Gaylads Jaguar - Ken Boothe, B.B. Seaton en The Gaylads
- 1973: Thin Line Between Love and Hate Trojan
- 1974: Dancing Shoes Virgin
- 1976: Colour is not the Answer Jama
- 1979: I'm Aware of Love Roots Music International
- 1981: B.B. Seaton Sings the Golden Hits of the Gaylads Ayana
- 1985: Everyday People Revue/Creole
- 1989: Wish Me Luck Challenge Records UK
- 1993: Just One Moment Soul Beat
- 1995: In Control Soul Beat
- 1996: Experienced Lover Soul Beat
- 2002: Unbeaten
- 2006: Reggae Land
- 2009: Ready For The World
- 2013: I Love Reggae
- ????: Reggae Country Classics Volume One(Pioneer International)

### Compilaties
- 1996: Greatest Hits, Rhino Records
- 2000: Rootically Yours, Soul Beat
- 2003: Seal of Approval, Soul Beat - B.B. Seaton & The Gaylads
- 2007: After All This Time: The Anthology 1972-1989, Soul Beat

### Productions
- 1975: Gun Court Dub, Love
- 1976: Revolutionary Dub, Trenchtown
- ????: Gun Court Dub vol. 2, Soul Beat
- ????: Gun Court Dub vol. 3, Soul Beat
- 2000: Gun Court Dub vol. 4, Soul Beat

- Bibliothèque nationale de France: cb14225824w (data)
- International Standard Name Identifier: 0000 0000 4087 9807
- Library of Congress Control Number: no98006746
- MusicBrainz: 75e9dc19-1920-49a9-82b4-b63a1d8d80c2
- Virtual International Authority File: 36528624
- WorldCat: E39PBJdgTDvTqFT7qCvDcpV9jC